# Coupe du Zaïre de football 1972-1973
Navigation
Championnat du Zaïre 1971 Championnat du Zaïre 1973
La saison 1972-1973 du Championnat du Zaire de football est la douzième édition de la première division au Zaïre. La compétition rassemble les meilleures équipes du pays.

## Compétition

### Finale

#### Aller
Le match aller se joue à Kinshasa au Stade du 20 Mai le 4 Mars 1973
- AS Vita Club 3-2 TP Mazembe

#### Retour
Le match retour se joue à Lubumbashi au Stade Mobutu le 18 Mars 1973
- TP Mazembe 1-2 AS Vita Club